# Smily / Biidama
Singles de Ai Ōtsuka
Kuroge Wagyu Joshio Tan Yaki 680 Yen
(2005) Neko ni Fuusen
(2005)
Smily / Biidama (Smily/ビー玉) est le 8e single de Ai Ōtsuka sorti sous le label Avex Trax le 11 mai 2005 au Japon. Il atteint la 1re place du classement de l'Oricon. Il se vend à 110 512 exemplaires la première semaine, et reste classé pendant 30 semaines, pour un total de 310 323 exemplaires vendus. C'est le 3e single le plus vendu de Ai Ōtsuka. Il sort en format CD et CD+DVD, avec 2 pochettes différentes une "Smily" et une "Biidama".
Smily a été utilisé comme campagne publicitaire Ban Powder Spray de Lion; Biidama a également été utilisé comme campagne publicitaire pour Shokubutsu Monogatari "Herb Blend" shampoo de Lion. Smily et Biidama se trouvent sur la compilation Ai am BEST et sur l'album Love Cook.

## Liste des titres
| 1. | Smily                           | 3:53 |
| 2. | Biidama (ビー玉)                | 4:19 |
| 3. | Smily (instrumental)            | 3:01 |
| 4. | Biidama (instrumental) (ビー玉) | 3:47 |

| 1. | Smily |  |

### Interprétations à la télévision
- Music Station (6 mai 2005)
- Pop Jam (13 mai 2005)
- Music Fair 21 (14 mai 2005)
- Minna no Terebi (18 mai 2005)
- Utaban (19 mai 2005)
- Music Fighter (20 mai 2005)
- CDTV (21 mai 2005)
- Music Station (3 juin 2005)
- Music Station Super Live (23 décembre 2005)
- CDTV SP (31 décembre 2005)